# Tătăranu
Tataranu là một xã thuộc hạt Vrancea, România. Dân số thời điểm năm 2002 là 4923 người.